# Gary David
Gary David, né le 13 juillet 1978, à Dinalupihan, aux Philippines, est un joueur philippin de basket-ball. Il évolue au poste d'arrière.

## Palmarès
- Finaliste du championnat d'Asie 2013
- 3e de la Coupe FIBA Asie 2014
- Vainqueur des Jeux d'Asie du Sud-Est 2003
- Vainqueur de la Coupe William Jones 2012
- Champion PBA 2009 à 2013
- All-Star 2007, 2009, 2012, 2013, 2014 de la Philippine Basketball Association
- MVP du All-Star Game 2014 de la Philippine Basketball Association

## Vie privée
Il est marié à Jenny Rose.